# North American Nature Photography Association
De North American Nature Photography Association (NANPA) is een Noord-Amerikaanse organisatie die zich richt op natuurfotografie, opgericht in 1997. De vereniging kent studiebeurzen toe, legt zich toe op wildfotografie en biedt de mogelijkheid een donatie te maken ter ere van overleden fotografen en anderen. Ook organiseert de NANPA jaarlijks evenementen en conferenties, zoals de NAMPA Road Shows in de Verenigde Staten. De organisatie heeft meerdere lidmaatschapscategorieën, waaronder goedkopere voor studenten.  